# أتسوكو كاوادا
أتسوكو كاوادا (باليابانية: 川田あつ子) (10 أغسطس 1965، طوكيو في اليابان)؛ مغنية، كاتِبة، ممثلة، تارينتو وروائية يابانية.

## روابط خارجية
- أتسوكو كاوادا على موقع IMDb (الإنجليزية)
- أتسوكو كاوادا على موقع IMDb (الإنجليزية)
- أتسوكو كاوادا على موقع ميوزك برينز (الإنجليزية)
- أتسوكو كاوادا على موقع ديسكوغز (الإنجليزية)